# Ecstatic Peace!
Ecstatic Peace! je americké nezávislé hudební vydavatelství, které bylo založeno v Easthamptonu ve státě Massachusetts. Label založil Thurston Moore z rockové kapely Sonic Youth. Debutovým albem vydané tímto vydavatelstvím se staly mluvené nahrávky Michaela Giry z kapely Swans a Lydie Lunch. Název labelu je inspirován povídkou Toma Wolfa.